# 小田原市消防本部
小田原市消防本部（おだわらししょうぼうほんぶ）は、神奈川県小田原市の消防部局（消防本部）。管轄区域は小田原市全域と消防広域化に伴い2013年3月31日より足柄消防組合を統合し南足柄市、足柄上郡中井町、大井町、松田町、山北町及び開成町の消防業務も受託している。

## 概要
- 消防本部：小田原市前川183-18
- 管内面積：494.43km2
- 職員定数：353人
- 消防署2カ所、分署2カ所、出張所数7カ所
- 主力機械（2018年4月1日現在）[1]
  - 普通消防ポンプ自動車：15
  - 水槽付消防ポンプ自動車：4
  - はしご付消防自動車：1
  - 屈折はしご付消防自動車：1
  - 泡消火型化学消防自動車：2
  - 救助工作車：3
  - 救急自動車：13
  - 指揮車：2
  - 広報車：3
  - 資機材搬送車：15
  - 支援車：1
  - 司令車：5
  - 査察車：2
  - 調査車：3

## 沿革
- 1948年3月7日 - 小田原市消防本部及び小田原市消防署を開設する[2]。
- 1950年11月4日 - 消防本部庁舎を新設する[2]。
- 1951年7月16日 - 足柄出張所を開設する[2]。
- 1956年6月4日
  - 川東分署を開設する[2]。
  - 足柄出張所を足柄分署に改称する[2]。
- 1960年7月1日 - 救急業務を開始する[2]。
- 1961年5月25日
  - 西分署を開設する[2]。
  - 足柄分署を北分署に、川東分署を東分署に改称する[2]。
- 1963年4月1日 - 西大友分遣所を開設する[2]。
- 1987年4月1日 - 城北分署を開設する[2]。
- 1988年4月1日 - 西大友分遣所を西大友分署に改称する[2]。
- 1994年
  - 4月1日 - 消防庁舎が現在地に移転する[2]。
  - 8月1日 - 旧消防庁舎を中央分署とする[2]。
- 1996年7月9日 - 北分署が移転する[2]。
- 2006年8月1日 - 中央分署と西分署を統合し南分署を開設する[2]。
- 2011年3月11日 - 東日本大震災の被災地である宮城県仙台市に緊急消防援助隊を派遣した[3]。
- 2013年3月31日 - 県西地域の消防広域化に伴い、足柄消防組合を構成していた1市5町が小田原市に消防事務を委託する形で足柄消防組合を小田原市消防本部へ統合した[4]。これに合わせて高度救助隊も発隊した[5]。これにより足柄消防区組合の「足柄消防組合消防署」を「小田原市足柄消防署」を改称し編入、同時に「小田原市消防署」を「小田原市小田原消防署」に改称した。

## 組織
- 本部 - 消防総務課、広域調整課、警防計画課、予防課、救急課、情報司令課
- 消防署 - 消防課、警防第1課、警防第2課

## 消防署
| 消防署       | 旧名称             | 住所             | 分署 |
| ------------ | ------------------ | ---------------- | --- |
| 小田原消防署 |                    | 前川183-18       | 南町分署：南町 1-9-36 荻窪出張所 ：荻窪300 国府津出張所 ：国府津2493 栢山出張所 ：栢山3017-2 西大友出張所 ：西大友9  |
| 足柄消防署   | 足柄消防組合消防署 | 南足柄市怒田40-1 | 松田分署：松田町松田惣領2073 岡本出張所：南足柄市岩原1025-5 中井出張所：中井町雑色120-1 山北出張所：山北町山北2056-1 |